# Ундзен (вулкан)
Ундзен (яп. 云 仙岳, Ундзен-даке) — діюча вулканічна група на японському острові Кюсю.
Вулкан розташований на півострові Сімабара в південно-західній частині острова. Висота — 1500 м. В даний час вулкан вважається слабо активним.

## Вулканічна активність
Вулканічна активність реєструється з 1663 року. Відтоді вулкан неодноразово вивергався.
Виверження вулкана Ундзен в 1792 році входить до п'ятірки найбільш руйнівних вивержень в історії людства за кількістю людських жертв. Приблизно 15 тисяч людей загинули через цунамі, яке було викликано виверженням вулкана, висота хвилі сягала 23 м. А в 1991 році 43 вчених і журналістів були поховані під лавою, яка скочувалася по схилу вулкана.

### Виверження 1792 року
Ундзен розташовується в південній частині острова Кюсю, на півострові Сімабара, і являє собою вулканічний комплекс, що складається з чотирьох куполів. Два з них — Фуґен-Даке і Маю-Яма — і стали причиною катастрофи, що сколихнула Японію в 1792 році. Приблизно за півроку до трагедії (наприкінці 1791) на східних флангах Маю-Ями сталася серія землетрусів, в результаті яких частина гори поступово зрушила до моря. У лютому 1792 розташований по сусідству Фуґен-Даке несподівано вибухнув, вивергнувши з жерла попелясті колони і потоки лави.
Виверження тривало протягом декількох місяців і супроводжувалося новими землетрусами, які повільно рухали фланг Маю-Ями в бік міста Сімабара. У ніч на 21 травня 1792 по Ундзену вдарили два потужні підземні поштовхи. Східний фланг Маю-Ями розколовся на частини і викликав обвал, який звалився в затоку Аріаке, викликавши величезне цунамі.
Досі достовірно не встановлено, чи був зсув результатом виверження або до його утворення привели землетруси. Тим не менш, викликана ним хвиля вдарила по провінції Хіґо, що знаходиться на іншій стороні затоки Аріаке, та по місту Сімабара. Висота цунамі в різних місцях сягала від 10 до 20 метрів, а при підході до міста Футцу через особливості рельєфу локально піднялася на 57 метрів.
За загальними оцінками, Ундзен убив близько 15 тисяч чоловік. У результаті сходження зсуву в місті Сімабара утворилося величезне озеро Шірачі довжиною близько 1 км і шириною до 400 метрів. З часом воно перетекло в найближчу річку і на сьогоднішній день має розміри 200 на 70 метрів.
Трагедія назавжди збереглася в пам'яті японців і була увічнена в численних монументах, встановлених на території префектур Кумамото і Нагасакі. Після виверження Ундзен заснув майже на 200 років. На початку 1990-х років на вулкані знову почалося виверження, яке призвело до загибелі 43 чоловік. Сьогодні він перебуває під пильним наглядом вулканологів, оскільки катастрофа 1792 може знову повторитися.

## Ресурси Інтернету
- Вікісховище має мультимедійні дані за темою: Ундзен (вулкан)
- Volcano Live
- Unzen Decade Volcano home page
- Unzen. Global Volcanism Program. Смітсонівський інститут. (англ.)
- USGS description page
- Unzen Videos (GSJ)
- Article about the USDP